# یک قلب گرم
یک قلب گرم (لهستانی: Serce na dłoni) یک فیلم کمدی سیاهِ درامِ لهستانی به کارگردانی کشیشتف زانوسی است که در سال ۲۰۰۸ منتشر شد.

## گزیدهٔ بازیگران
- بودان اشتوپکا
- شیمون بوبروفسکی
- ماچئی زاکوشچیلنی
- بوریس شیتس
- آگنیشکا دیگانت
- نینا آندریچ
- استانیسواوا تسلینسکا
- دودا
- مارتا ژمودا تژبیاتوفسکا
- ماگدالنا گناتوفسکا
- ماگدالنا واژخا
- کشیشتف کوالفسکی
- گژگوش کووالچیک
- ماریا کِـلِـیدیش
- ماچئی میکووایچیک